# Kadapiku
Kadapiku es un pueblo ubicado en el municipio de Kadrina, en el condado de Lääne-Viru, Estonia.

## Superficie
Posee una superficie de 7,408 kilómetros cuadrados.

## Demografía
Hasta 2021 la población era de 119 habitantes, con una densidad de población de 16,06 habitantes por kilómetro cuadrado.